# 충수염
막창자꼬리염(appendicitis) 또는 충수염(盲腸炎 또는 蟲垂炎)은 막창자 중 막창자꼬리 부위에 염증이 생긴 것으로, 충수염이 바른 말이나 일반적으로 맹장염이라고 불린다. 충양돌기염(蟲樣突起炎), 꼬리염(-炎)이라고도 부른다. 충수염에 걸리면 보통 배꼽 주위에 특히 강한 복통이 있으며 많이 진행되면 복막염에 걸릴 수 있다. 충수관강을 폐색시키는 분석(fecalith), 충수의 꼬임, 장벽의 부종, 장벽의 섬유상태, 유착에 의한 장의 외적폐색으로 인해 발생한다. 충수염에 걸리면 빠른 시간 내에 수술치료를 하는 것이 바람직하다.충수염을 방치하면 24-36시간 이내에 조직괴사와 괴저가 생기고 이때까지도 치료가 시작되지 않으면 천공이 일어난다. 천공은 세균성 복막염을 일으킨다.

## 역학
서구(Western countries)에서는 일생동안 8%에서 발생하며, 10대에서 30대 사이에 최고조로 발생한다. 국내에서는 20대 초반에서 발생률이 높다. 급성 충수염은 가장 흔한 외과적 응급질환으로 조기에 외과적 처치를 하는 것이 결과를 향상시킨다. 충수염의 진단은 애매하며, 이 병의 가능성에대한 충분한 의심만이 충수염으로 인한 합병증을 예방할 수 있다.

## 발생학, 해부
충수(막창자 꼬리라고도 부름), 회장, 상행결장은 모두 중간장관(Midgut)에서 기원한다. 이중 충수는 임신 8주차에 맹장(cecum)의 형성과 함께 나타나 점차 내측으로 회전하게 되며, 맹장이 고정되며 우하복부에 위치하게 된다.

## 치료
급성 충수염은 조기 진단과 조기 치료(발병 후 48시간 이내)가 필수적이다. 충수염의 주된 치료법은 수술로 충수 돌기를 제거하는 것이다. 여러 가지 조건으로 수술을 할 수 없을 경우 의사의 지시에 따라 조기에 국소 냉찜질을 하고, 정맥을 통하여 강력한 항생제를 사용한다.

## 만성맹장염
만성맹장염 (慢性盲腸炎)은 급성 맹장염의 경과 뒤에 맹장이나 그 주위에 유착이나 농양이 남아 만성으로 되는 상태이다. 처음부터 만성의 경과를 취하는 경우도 있다. 평소에는 무증상이나 오른쪽 아래 복부에 가끔 통증을 호소하기도 하며, 변비나 요통의 원인이 되는 경우도 많다. 과로, 폭음, 폭식 따위가 원인이 되어 급성 증상을 나타내기도 한다.

## 같이 보기
- 막창자염
- 막창자꼬리
- 막창자꼬리 절제술